# Elmstone Hardwicke
Elmstone Hardwicke – wieś i civil parish w Anglii, w hrabstwie Gloucestershire, w dystrykcie Tewkesbury. Leży 12 km na północny wschód od miasta Gloucester i 146 km na zachód od Londynu. W 2011 roku civil parish liczyła 296 mieszkańców. Elmstone jest wspomniana w Domesday Book (1086) jako Almundestan.